# Stephanie Vander Werf
Stephanie Vander Werf (Panamá,  26 de octubre de 1986) es una modelo panameña y concursante de belleza. Ganadora del título de Miss Panamá en Miss Universo 2012.

## Biografía
Nacida en la ciudad de Panamá es de ascendencia argentina y belga. Modelo y reconocida presentadora para TV. Se licenció en Publicidad y Relaciones Públicas de la Universidad Cristiana de Texas en el Fort Worth, TX de EE. UU.
Sus inicios en el modelaje fueron a los 15 años, a lo largo de su carrera ha obtenido un gran éxito nacional e internacional que la ha brindado la oportunidad de crear su propia agencia de modelaje "Physical Modelos", a la vez que incursionar en las pantallas de televisión teniendo su propio programa durante un período de dos años.

## Miss Panamá 2012
El 30 de marzo de 2012, en una ceremonia celebrada en el Hotel RIU Plaza Panamá y representando al estado de Panamá Centro, se convirtió en Miss Panamá 2012, título que le permitió representar a Panamá en Miss Universo 2012.
Compitió en el concurso nacional de belleza Miss Panamá 2012, donde obtuvo el premio a:  
Miss elocuencia título conferido en la pasarela Claro celebrada como antesala al final del concurso.

## Miss Universo 2012
Stephanie Vander Werf representó a Panamá en el concurso Miss Universo 2012, pero no logró clasificar en el cuadro de las 16 semifinalistas, logró el 8.º lugar en la competencia de Trajes Nacionales.